# Juan Carlos de Batevile
Juan Carlos de Batevile, Marquês de Canflans foi Vice-rei de Navarra. Exerceu o vice-reinado de Navarra entre 1697 e 1698. Antes dele o cargo foi exercido por Baltasar de Zúñiga y Guzmán, Marquês de Valero. Seguiu-se-lhe Conde de Grajal.